# 2. Königlich Bayerische Reserve-Infanterie-Brigade
Die 2. Reserve-Infanterie-Brigade war ein Großverband der Bayerischen Armee.

## Geschichte
Die Brigade wurde zu Beginn des Ersten Weltkrieges im Rahmen der 6. Armee an der Westfront eingesetzt. Sie führte ab 6. April 1915 die Bezeichnung 1. Reserve-Infanterie-Brigade. Sie war der 1. Reserve-Infanterie-Division unterstellt.

## Gliederung vom 2. August 1914
- Reserve-Infanterie-Regiment 3
- Reserve-Infanterie-Regiment 12

## Kommandeure
| Dienstgrad            | Name                   | Datum                            |
| --------------------- | ---------------------- | -------------------------------- |
| Generalleutnant z. D. | Eduard Ritter von Graf | 2. August 1914 bis 26. März 1915 |